# ارابه‌های آتش
ارابه‌های آتش (به انگلیسی: Chariots of Fire) یک فیلم بریتانیایی است که در سال ۱۹۸۱ پخش شده‌است. این فیلم بر اساس سرگذشت واقعی دو ورزشکار مسیحی بنیادگرا و یهودی بریتانیایی است که برای حضور در المپیک تابستانی ۱۹۲۴ تمرین می‌کند.

## خلاصه داستان
«اریک لیدل» اسکاتلندی (چارلسن) و «هارولد ایبراهمز» (کراس) - پسر یک یهودی اهل لیتوانی - با پیراهن انگلستان در مسابقات دوی المپیک سال ۱۹۲۴ پاریس شرکت کرده و برای به‌دست آوردن مدال طلا تلاش می‌کنند.

## جوایز

### اسکار
- برنده جایزه اسکار بهترین طراحی لباس - میلنا کانونرو
- برنده جایزه اسکار بهترین موسیقی - ونجلیس
- برنده جایزه اسکار بهترین فیلم - دیوید پاتنام
- برنده جایزه اسکار بهترین فیلم‌نامه - کالین ولند
- نامزد جایزه اسکار بهترین بازیگر مرد نقش مکمل - یان هلم
- نامزد جایزه اسکار بهترین کارگردان - هیو هادسن
- نامزد جایزه اسکار بهترین تدوین - تری رالینگز